# N.R. Narayana Murthy
Nagavara Ramarao Narayana Murthy (Sidlaghatta, 20 agosto 1948) è un imprenditore e miliardario indiano, uno dei sette cofondatori di Infosys presidente emerito della società dopo aver ricoperto, prima di ritirarsi, il ruolo di presidente e amministratore delegato (CEO). Nell'aprile 2023, il suo patrimonio netto era stimato a 4,1 miliardi di dollari, rendendolo la 711ª persona più ricca del mondo secondo Forbes.
Murthy è stato elencato tra i 12 più grandi imprenditori del nostro tempo dalla rivista Fortune. È stato descritto come il "padre del settore IT indiano" dalla rivista Time e dalla CNBC per il suo contributo all'outsourcing in India.  Nel 2005 ha co-presieduto il World Economic Forum a Davos, in Svizzera. Murthy è stato insignito dei premi Padma Vibhushan e Padma Shri. Sua figlia, Akshata Murthy, è sposata con Rishi Sunak, Ex Primo Ministro della Gran Bretagna.

## Biografia
Murthy è nato nell'agosto 1946 a Sidlaghatta, una città nello stato indiano sudoccidentale del Karnataka, all'epoca India britannica, in una famiglia indù Kannada della classe media. Dopo aver completato gli studi scolastici, frequentò l'Istituto Nazionale di Ingegneria Mysore e si laureò nel 1967 in ingegneria elettrica. Nel 1969 ha conseguito il master presso l'Indian Institute of Technology Kanpur.

## Carriera
Murthy ha lavorato prima come ricercatore associato presso una facoltà dell'IIM Ahmedabad e poi come capo programmatore di sistemi. Lì lavorò al primo sistema informatico time-sharing dell'India, progettò e implementò un interprete BASIC per Electronics Corporation of India Limited. Ha fondato una società denominata Softronics. Quando l'azienda fallì dopo circa un anno e mezzo, entrò alla Patni Computer Systems a Pune.
Murthy afferma di essere stato arrestato ed espulso senza una buona ragione durante l'era comunista nel 1974 in una città vicino al confine jugoslavo-bulgaro e che la vicenda lo trasformò da "confuso comunista" in un "capitalista compassionevole". Nel 1981, insieme a sei professionisti del software, fondò Infosys  con un investimento di capitale iniziale di Rs 10.000, fornito da sua moglie Sudha Murty. Murthy è stato amministratore delegato di Infosys per 21 anni dal 1981 al 2002 e gli successe il co-fondatore Nandan Nilekani. Presso Infosys ha articolato, progettato e implementato un modello di fornitura globale per l'outsourcing dei servizi IT dall'India.  È stato presidente del consiglio di amministrazione dal 2002 al 2006, dopodiché è diventato anche il mentore principale dell'azienda. Nell'agosto 2011 si è ritirato dalla società, assumendo il titolo di presidente emerito.

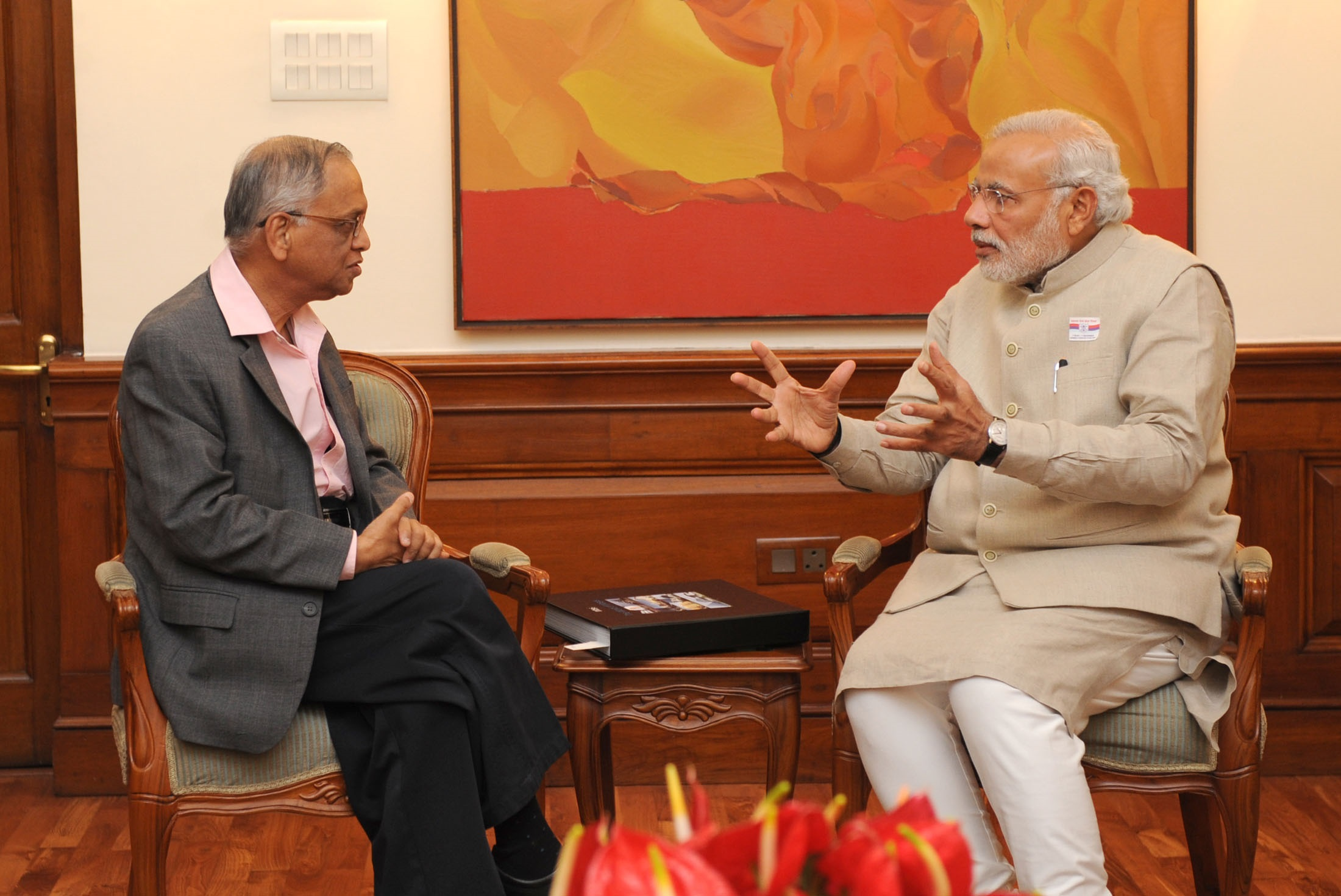
Murthy con Narendra Modi nel 2014 a New Delhi

Murthy è un amministratore indipendente nel consiglio di amministrazione di HSBC ed è stato amministratore nei consigli di amministrazione di DBS Bank, Unilever, ICICI e NDTV. È anche membro dei comitati consultivi e dei consigli di diverse istituzioni educative e filantropiche, tra cui la Cornell University, l'INSEAD, l'ESSEC, la Ford Foundation, la UN Foundation , la Indo-British Partnership, Asian Institute of Management, fiduciario del Premio Infosys, fiduciario dell'Institute for Advanced Study di Princeton e amministratore del Rhodes Trust.  È anche presidente del consiglio di amministrazione della Public Health Foundation of India (PHFI) e fa parte del comitato consultivo per l'Asia Pacifico di British Telecommunications.
Murthy è anche nel consiglio strategico che fornisce consulenza allo studio legale nazionale, Cyril Amarchand Mangaldas, su questioni strategiche, politiche e di governance.  Inoltre è membro dell'International Advisory Board (IAB) dello IESE. Nel 2016, Murthy ha parlato alla Harvard Business Review Ascend sul tema "Come essere un manager migliore". Nel 2017, Murthy ha espresso preoccupazione per presunte violazioni della governance aziendale presso Infosys, tuttavia la società ha continuato a negare queste affermazioni.

## Vita privata
Sua moglie, Sudha Murthy, è un'educatrice, autrice, filantropa e presidente della Fondazione Infosys.
Murthy ha due figli: Rohan Murthy e Akshata Murthy.  Nel giugno 2013, Rohan è entrato in Infosys come assistente esecutivo di suo padre. Ha poi lasciato Infosys nel giugno 2014. Nel 2009, Akshata ha sposato il politico britannico Rishi Sunak, che in seguito divenne deputato di Richmond, nello Yorkshire e poi leader del Partito conservatore e Primo Ministro del Regno Unito.